# 李婉
李婉 （？年—？年），字淑文，西晉女作家。李豐之女，權臣賈充妻。

## 生平
賈充最初娶李豐之女李婉為妻，李婉生二女賈荃、賈濬，然而其父李豐因參與謀廢司馬師，改以夏侯玄輔政事，遭到誅殺，連帶使李婉被迫流徙，其夫有《與妻李夫人聯句》。晉武帝即位後，大赦天下，李婉得以回京，當時賈充已另娶郭槐，武帝特准賈充置左右夫人，讓李婉、郭槐皆為正妻，賈充的母親柳氏也希望媳婦快點回來。但郭槐卻深感不滿，認為自己才是輔佐賈充成就事業的人，李婉不應和她平起平坐。賈充也因畏懼郭槐，辭讓了准置兩夫人的詔書。當時賈荃為齊王司馬攸妃，希望父親與郭槐離婚，迎回李婉，但賈充拒絕，只將李婉安置於永年里，不相往來，無論賈荃、賈濬如何哀求，賈充皆不理會。
郭槐因派人賄賂說服皇后楊豔，得以將女兒賈南風送入宮中為太子妃。起初郭槐曾有意拜訪李婉，賈充因知郭槐不如李婉，便阻攔她前往。直到賈南風為太子妃後，郭槐盛裝往李婉住處，才剛見李婉出迎，竟為其氣勢所懾，不自覺的屈身向她行禮，後將此事告訴賈充，賈充言不是早就跟妳說了嗎？從此每當賈充外出，郭槐便派人尋找，深怕賈充前去與李婉相會。
賈充之母臨終時，賈充問其母有什麽話要對他說，柳氏說：“我教汝迎李新婦尚不肯，安問他事！”遂不再言語。
賈充逝世後，賈充與李氏的二位女兒欲將賈充與其母合葬，但賈南風不允許，直到賈南風被廢後，才得以合葬。

## 作品
李婉徙樂浪時，遣二女《典式》八篇，亦有《女訓》行於世。另著有《典戒》。有文集一卷傳於世。李婉此集已經亡佚，所以現在無法得知其收錄作品的具體情況。

## 生卒推測
陸侃如《中古文學系年》根據其父與其夫的生卒年大致推測李婉的生卒年約為(225—280)。

## 家庭

### 父
- 李豐，馮翊東縣（今陝西大荔）人，在曹魏官至中書令。

### 夫
- 賈充，西晉權臣。

### 女
- 賈褒，賈充及李婉的長女，一名荃。嫁齊王司馬攸。
- 賈裕，賈充及李婉的次女，一名濬。